# Bahnstrecke Tel Aviv–Jerusalem
| |                      |                                                                   |                                                                   |
| Streckenlänge: | 56 km                |                                                                   |                                                                   |
| Spurweite: | 1435 mm (Normalspur) |                                                                   |                                                                   |
| Stromsystem: | 25 kV 50 Hz ~        |                                                                   |                                                                   |
| |                      |                                                                   |                                                                   |
| \| \| \| \| \| \| \| \| Küstenbahn der Hauptlinie von Naharija via Haifa \| \| \| \| \| \| \| \| \| 96,2 \| Tel Aviv haHagana seit 2002 \| Tel Aviv haHagana seit 2002 \| \| \| \| \| \| \| \| \| Strecke Tel Aviv–Pleschet nach Javne Maʿarav seit 2011 \| \| \| \| \| \| \| \| \| \| J&J-Linie von Jaffa \| \| \| \| \| \| \| \| \| 97,20,0 \| Tel Aviv Darom (Süd) 1970–93 Per- sonen-, seither Betriebsbahnhof \| Tel Aviv Darom (Süd) 1970–93 Per- sonen-, seither Betriebsbahnhof \| \| \| \| \| \| \| \| \| Ende Ajjalonkorridor \| \| \| \| \| J&J-Linie via Lod nach Jerusalem-Malcha \| \| \| \| \| Mechlaf Schappirim (400 m) \| \| \| \| \| \| \| \| \| \| Nachal Schappirim \| \| \| \| \| \| \| \| \| \| Ajjalon \| \| \| \| ≈19 \| Flughafen Ben Gurion \| Flughafen Ben Gurion \| \| \| \| Ajjalon \| \| \| \| \| Haupt-Nationalstraße 1 (600 m) \| \| \| \| \| Verbindung zur Ostbahn nach Lod \| \| \| \| \| Ostbahn, Nationalstraße 40 (600 m) \| \| \| \| \| \| \| \| \| \| \| \| \| \| \| Strecke Rischon LeZion–Modiʿin von Rischon LeZion ab 2026 \| \| \| \| \| \| \| \| \| \| \| \| \| \| \| von Rischon LeZion per Bahnstrecke Rischon LeZion–Modiʿin \| \| \| \| \| \| \| \| \| \| Brücke (500 m), Brücke (500 m) \| \| \| \| \| Modiʿin-Kurve \| \| \| \| \| Paʾatei Modiʿin Brücke 4 (120 m) \| \| \| \| \| Brücke 5 (180 m), Brücke (300 m) \| \| \| \| \| Tunnel (≈1200 m) \| \| \| \| \| Tunnel (280 m) \| \| \| \| \| Modiʿin \| \| \| \| \| Ajjalon \| \| \| \| \| Ajjalontalviadukt von 2008 (1250 m) \| \| \| \| \| Grüne Linie \| \| \| \| \| Haupt-Landesstraße \| \| \| \| \| Tunnel 1 (3500 m) \| \| \| \| \| Grüne Linie \| \| \| \| \| \| \| \| \| \| Brücke 7 (80 m) \| \| \| \| \| Tunnel 2 (1250 m) \| \| \| \| \| Yitla (150 m) \| \| \| \| \| Tunnel 3 (11600 m), Grüne Linie \| \| \| \| \| Brücke 9 (255 m) \| \| \| \| \| Tunnel 3a (850 m), Grüne Linie \| \| \| \| \| Brücke 10 (975 m) \| \| \| \| \| Tunnel 4 (2900 m) \| \| \| \| 56,0 \| Jerusalem J. Navon \| Jerusalem J. Navon \| \| \| \| Jerusalem Merkaz \| \| \| \| \| Jerusalem Chan \| \| \| \| 67,5 \| Jerusalem 1892–1998 (J&J-Linie) \| Jerusalem 1892–1998 (J&J-Linie) \| \| \| \| \| \| \| \| 64,0 \| Jerusalem-Malcha 2005–2020 \| Jerusalem-Malcha 2005–2020 \| |                      |                                                                   |                                                                   |
| |                      |                                                                   |                                                                   |
| Strecke |                      | Küstenbahn der Hauptlinie von Naharija via Haifa                  | Küstenbahn der Hauptlinie von Naharija via Haifa                  |
| |                      |                                                                   |                                                                   |
| Bahnhof | 96,2                 | Tel Aviv haHagana seit 2002                                       | Tel Aviv haHagana seit 2002                                       |
| |                      |                                                                   |                                                                   |
| Abzweig geradeaus und nach rechts |                      | Strecke Tel Aviv–Pleschet nach Javne Maʿarav seit 2011            | Strecke Tel Aviv–Pleschet nach Javne Maʿarav seit 2011            |
| |                      |                                                                   |                                                                   |
| Strecke von rechts (außer Betrieb) · Strecke |                      | J&J-Linie von Jaffa                                               | J&J-Linie von Jaffa                                               |
| |                      |                                                                   |                                                                   |
| Betriebs-/Güterbahnhof Strecke bis hier außer Betrieb · Strecke | 97,20,0              | Tel Aviv Darom (Süd) 1970–93 Per- sonen-, seither Betriebsbahnhof | Tel Aviv Darom (Süd) 1970–93 Per- sonen-, seither Betriebsbahnhof |
| |                      |                                                                   |                                                                   |
| Abzweig geradeaus und von links · Strecke nach rechts |                      | Ende Ajjalonkorridor                                              | Ende Ajjalonkorridor                                              |
| Abzweig geradeaus und nach rechts |                      | J&J-Linie via Lod nach Jerusalem-Malcha                           | J&J-Linie via Lod nach Jerusalem-Malcha                           |
| Tunnel |                      | Mechlaf Schappirim (400 m)                                        | Mechlaf Schappirim (400 m)                                        |
| |                      |                                                                   |                                                                   |
| Tunnel bzw. Unterführung unter Wasserlauf |                      | Nachal Schappirim                                                 | Nachal Schappirim                                                 |
| |                      |                                                                   |                                                                   |
| Brücke über Wasserlauf |                      | Ajjalon                                                           | Ajjalon                                                           |
| Bahnhof | ≈19                  | Flughafen Ben Gurion                                              | Flughafen Ben Gurion                                              |
| Brücke über Wasserlauf |                      | Ajjalon                                                           | Ajjalon                                                           |
| Brücke |                      | Haupt-Nationalstraße 1 (600 m)                                    | Haupt-Nationalstraße 1 (600 m)                                    |
| Abzweig geradeaus und nach rechts |                      | Verbindung zur Ostbahn nach Lod                                   | Verbindung zur Ostbahn nach Lod                                   |
| Kreuzung geradeaus oben |                      | Ostbahn, Nationalstraße 40 (600 m)                                | Ostbahn, Nationalstraße 40 (600 m)                                |
| Abzweig geradeaus und nach links · Strecke von rechts |                      |                                                                   |                                                                   |
| |                      |                                                                   |                                                                   |
| Kreuzung geradeaus oben (Querstrecke außer Betrieb) · Abzweig geradeaus und ehemals von rechts |                      | Strecke Rischon LeZion–Modiʿin von Rischon LeZion ab 2026         | Strecke Rischon LeZion–Modiʿin von Rischon LeZion ab 2026         |
| |                      |                                                                   |                                                                   |
| |                      |                                                                   |                                                                   |
| Abzweig geradeaus und ehemals von rechts · Strecke |                      | von Rischon LeZion per Bahnstrecke Rischon LeZion–Modiʿin         | von Rischon LeZion per Bahnstrecke Rischon LeZion–Modiʿin         |
| |                      |                                                                   |                                                                   |
| Brücke · Brücke |                      | Brücke (500 m), Brücke (500 m)                                    | Brücke (500 m), Brücke (500 m)                                    |
| Abzweig geradeaus und von links · Abzweig geradeaus und von rechts |                      | Modiʿin-Kurve                                                     | Modiʿin-Kurve                                                     |
| Brücke · Bahnhof |                      | Paʾatei Modiʿin Brücke 4 (120 m)                                  | Paʾatei Modiʿin Brücke 4 (120 m)                                  |
| Brücke · Brücke |                      | Brücke 5 (180 m), Brücke (300 m)                                  | Brücke 5 (180 m), Brücke (300 m)                                  |
| Strecke · Tunnel |                      | Tunnel (≈1200 m)                                                  | Tunnel (≈1200 m)                                                  |
| Strecke · Tunnelanfang |                      | Tunnel (280 m)                                                    | Tunnel (280 m)                                                    |
| Strecke · Kopfbahnhof Streckenende (im Tunnel) |                      | Modiʿin                                                           | Modiʿin                                                           |
| Strecke unter Wasserlauf |                      | Ajjalon                                                           | Ajjalon                                                           |
| Strecke |                      | Ajjalontalviadukt von 2008 (1250 m)                               | Ajjalontalviadukt von 2008 (1250 m)                               |
| |                      | Grüne Linie                                                       |                                                                   |
| Strecke |                      | Haupt-Landesstraße                                                | Haupt-Landesstraße                                                |
| Tunnelanfang |                      | Tunnel 1 (3500 m)                                                 | Tunnel 1 (3500 m)                                                 |
| Grenze (im Tunnel) |                      | Grüne Linie                                                       | Grüne Linie                                                       |
| Tunnelende |                      |                                                                   |                                                                   |
| Brücke |                      | Brücke 7 (80 m)                                                   | Brücke 7 (80 m)                                                   |
| Tunnel |                      | Tunnel 2 (1250 m)                                                 | Tunnel 2 (1250 m)                                                 |
| Brücke über Wasserlauf |                      | Yitla (150 m)                                                     | Yitla (150 m)                                                     |
| |                      | Tunnel 3 (11600 m), Grüne Linie                                   |                                                                   |
| Brücke |                      | Brücke 9 (255 m)                                                  | Brücke 9 (255 m)                                                  |
| |                      | Tunnel 3a (850 m), Grüne Linie                                    |                                                                   |
| Brücke |                      | Brücke 10 (975 m)                                                 | Brücke 10 (975 m)                                                 |
| Tunnelanfang |                      | Tunnel 4 (2900 m)                                                 | Tunnel 4 (2900 m)                                                 |
| Kopfbahnhof Strecke ab hier außer Betrieb (im Tunnel) | 56,0                 | Jerusalem J. Navon                                                | Jerusalem J. Navon                                                |
| Bahnhof (Strecke außer Betrieb) (im Tunnel) |                      | Jerusalem Merkaz                                                  | Jerusalem Merkaz                                                  |
| Bahnhof (Strecke außer Betrieb) (im Tunnel) |                      | Jerusalem Chan                                                    | Jerusalem Chan                                                    |
| Tunnelende (Strecke außer Betrieb) · Kopfbahnhof Streckenanfang (Strecke außer Betrieb) | 67,5                 | Jerusalem 1892–1998 (J&J-Linie)                                   | Jerusalem 1892–1998 (J&J-Linie)                                   |
| Strecke nach links (außer Betrieb) · Abzweig geradeaus und von rechts (Strecke außer Betrieb) |                      |                                                                   |                                                                   |
| Bahnhof (Strecke außer Betrieb) | 64,0                 | Jerusalem-Malcha 2005–2020                                        | Jerusalem-Malcha 2005–2020                                        |

Die Eisenbahnstrecke Tel Aviv–Jerusalem (hebräisch קַו הָרַכֶּבֶת הַמָּהִיר לִירוּשָׁלַיִם Qaw ha-Rakkevet ha-Mahīr l-Īrūschalajim, deutsch ‚Schnelle Bahnlinie nach Jerusalem‘, auch „A1“ genannt) ist eine 56 km lange normalspurige, zweigleisige, elektrifizierte Neubaustrecke in Israel, die zwischen den beiden Städten Tel Aviv und Jerusalem über den Flughafen Ben Gurion verläuft. Sie ist die erste elektrifizierte Strecke des Landes. Entgegen dem in hebräischen und englischsprachigen Quellen verwendeten Namen handelt es sich bei der Strecke nicht um Hochgeschwindigkeitsverkehr, jedoch ist sowohl die Höchst- als auch die Reisegeschwindigkeit dieser Bahnstrecke bedeutend höher als jene der Bestandsstrecke.

## Verkehrsgeografie
Die Trassenführung der früheren eingleisigen ursprünglich in Jaffa beginnenden Bahnstrecke nach Jerusalem (J&J-Linie) via Lod stammt im Wesentlichen aus dem Ende des 19. Jahrhunderts, wies enge Radien auf und war deshalb gegenüber der Straßenverbindung kaum konkurrenzfähig. Die Züge verkehrten in einem Zwei-Stunden-Takt, waren wegen der langen Fahrzeit von etwa 80 Minuten zwischen Jerusalem und Tel Aviv jedoch nur mäßig ausgelastet. Die Kapazität der Straßenverbindung allerdings reicht ebenfalls seit langem nicht mehr aus. Der neue Endbahnhof der J&J-Linie, Jerusalem-Malcha, lag zudem rund 20 Fahr-Minuten vom Stadtzentrum Jerusalems entfernt, der alte zentrale Bahnhof Jerusalem ist seit 1998 stillgelegt.
Auf der im Herbst 2018 eröffneten Neubaustrecke dauert die Fahrt von Tel Aviv zum Bahnhof Jerusalem – Jitzchak Navon weniger als 40 Minuten. Die Züge verkehren überwiegend im Halbstundentakt.

## Geschichte

### Planung vor Erbauung

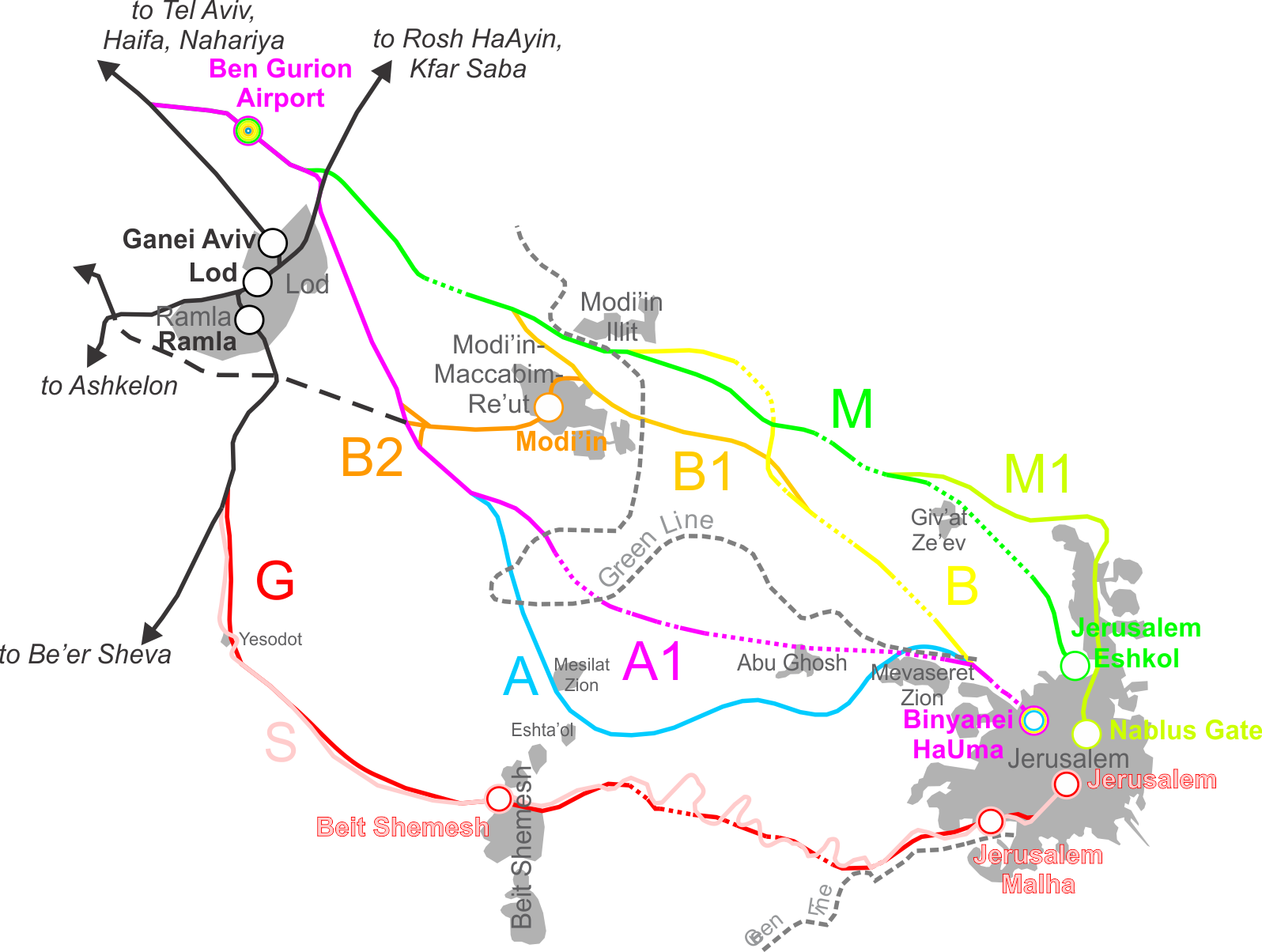
Planungsvarianten für den Bau der Strecke Tel Aviv–Jerusalem

Ende des 20. Jahrhunderts begannen Planungen für eine Schnellbahnstrecke, als die alte Strecke wegen technischer Mängel für mehrere Jahre nicht befahrbar war. Zunächst wurden verschiedene Varianten diskutiert. Die Entscheidung fiel zugunsten der Variante A1, einer Neubaustrecke entlang der Haupt-Landesstraße 1 mit einem Abzweig nach im Modiʿin. Am 13. Juni 2001 verkündeten der israelische Verkehrsminister Efraim Sneh und der israelische Premierminister Ariel Sharon, dass sowohl die Bestandsstrecke ausgebaut als auch eine neue Strecke (A1) errichtet werden sollten. Ursprünglich sollte die Strecke insgesamt 2008 fertiggestellt werden.

### Bau
Der Bau begann 2001 und wurde in zwei Abschnitte unterteilt:
- Tel Aviv–Ben Gurion Airport (Westteil): Die Strecke beginnt ca. 6 km südöstlich des Bahnhofs HaHagana in Tel Aviv, wo sie von dem gemeinsam von J&J-Linie und Hauptlinie genutzten Streckenabschnitt abzweigt. Dieser Abschnitt wurde im Jahr 2004 fertiggestellt.
- Flughafen Ben Gurion – Bahnhof Jerusalem – Jitzchak Navon (Ostabschnitt) mit einer Verzweigung nach Modiʿin.

Die Baukosten waren 2001 mit 3,5 Mrd. NIS veranschlagt und wurden bei der Eröffnung 2018 mit 6,5 Mrd. NIS beziffert.
Die erste Probefahrt mit einem beladenen Güterzug fand am 20. August 2017 statt.

## Strecke

### Bestands-Trasse
In Jerusalem endet die Strecke in dem unterirdischen Kopfbahnhof Yitzhak Navon, der unter dem zentralen Busbahnhof Jerusalems liegt. Die Gleisebene im Bahnhof liegt 80 m unter der Oberfläche, so dass die Fahrt von dort zu den Gleisen mit den Rolltreppen fast 10 Minuten in Anspruch nimmt.
Die Strecke weist neun Tunnel (einschließlich des Endtunnels mit dem Bahnhof Yitzhak Navon) auf. Ein erheblicher Teil der Strecke verläuft in Tunneln und über Brücken. Die Strecke wurde für eine Wechselspannung von 25 kV und eine Frequenz von 50 Hz elektrifiziert.

### Trassenabschnitte im Westjordanland
Die Streckenführung ist umstritten, da sie an zwei Stellen mit einer Länge von insgesamt sechs Kilometern durch das palästinensische Westjordanland führt. Allerdings verläuft der Großteil davon in zwei Tunneln, einer im Bereich des Ortes Latrun, und der andere durch die Gemarkungen der Dörfer Beit Surit und Beit Iksa. Die Verlegung dieses zweiten Trassenabschnittes erfolgte, nachdem die Anwohner der israelischen Stadt Mevasseret Zion gegen einen Tunnelverlauf unter ihrem Ort protestiert hatten. Nach Protesten israelischer und palästinensischer Aktivisten, insbesondere eines auch in Deutschland verbreiteten Berichtes der Coalition of Women for Peace, zog sich die Deutsche Bahn im Frühjahr 2011 aus ihrer Beraterrolle im Bauvorhaben zurück.

### Ausbau
Die Elektrifizierung am Westende der Strecke wurde vorangetrieben, um auch weitere Bahnhöfe in Tel Aviv anfahren zu können. Seit Sommer 2020 sind auch die Stationen Tel Aviv HaShalom und Savidor Merkaz, seit Herbst 2020 die Stationen Tel Aviv University und Herzliya angebunden. Ende März 2020 eröffnete die neue Modiʿin-Kurve zum Ostende der Bahnstrecke Rischon LeZion–Modiʿin, die eine Direktverbindung zwischen Jerusalem und Modiʿin in nur 22 Minuten ermöglicht.

## Betrieb

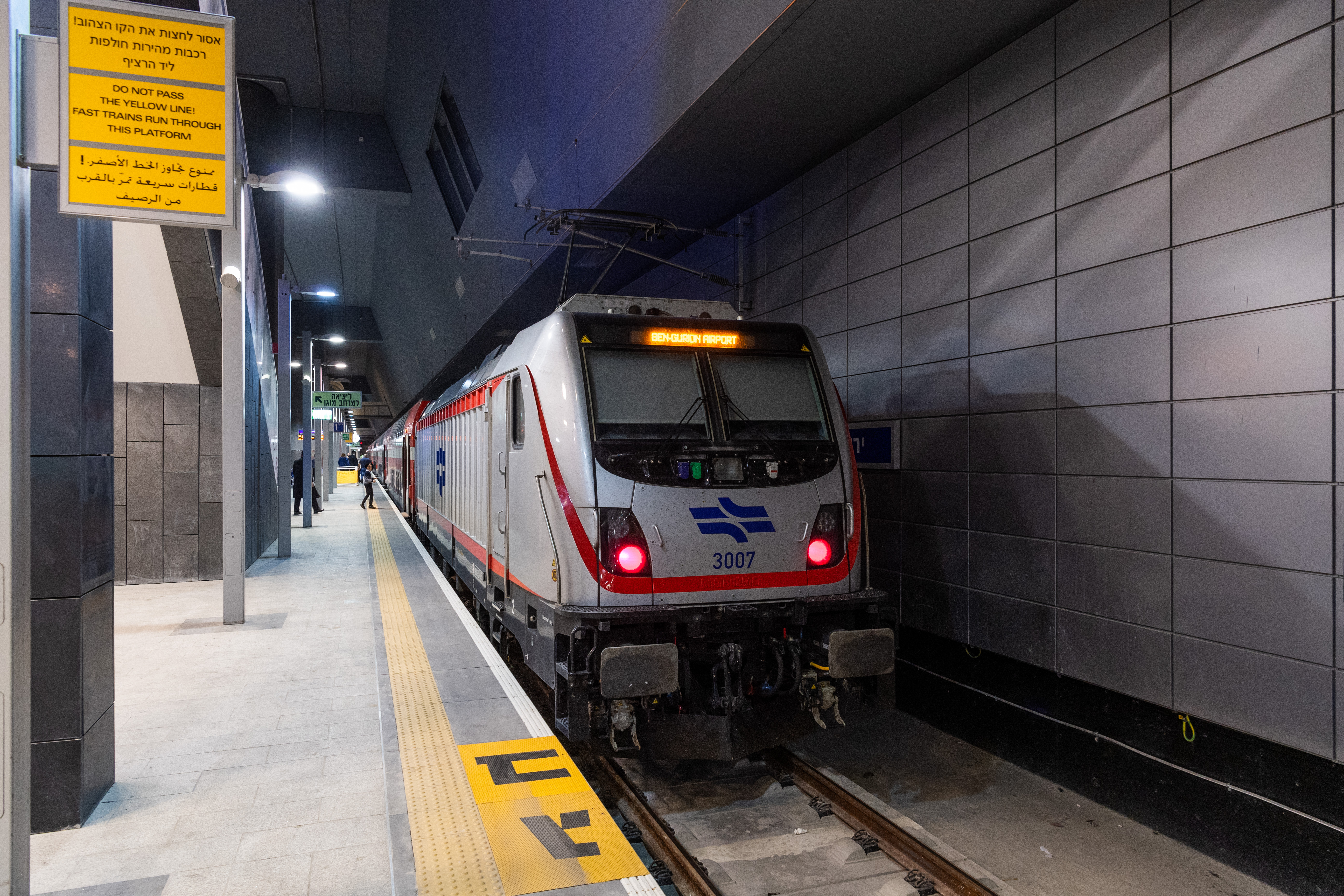
Zug im neuen Bahnhof Jerusalem Navon

### Vorlauf
Anfang 2018 begann der Testbetrieb mit der ersten vom Bombardier-Werk in Kassel ausgelieferten Elektrolokomotive der Bauart Bombardier Traxx AC3. Der Serienbau der insgesamt 62 vorgesehenen Maschinen soll nach den Erfahrungen mit den hohen Temperaturen der Sommermonate beginnen. Sie sollen auch auf weiteren, noch zu elektrifizierenden, Strecken des Landes zum Einsatz kommen.

### Eröffnung
Die offizielle Eröffnung der Neubaustrecke fand, nachdem sie mehrfach verschoben wurde, am 20. September 2018 mit Premier Benjamin Netanjahu und Verkehrsminister Israel Katz statt. Dabei wurde der Abschnitt Flughafen Ben Gurion–Jerusalem befahren, allerdings nur mit 120 km/h. Die Eröffnung fand mehr als zehn Jahre nach dem ursprünglich geplanten Termin statt.

### Planbetrieb
Seit dem 25. September 2018 fand planmäßiger Pendelverkehr im Halbstundentakt zwischen dem Flughafen Ben Gurion und Jerusalem statt, da die Elektrifizierung vom Flughafen Ben Gurion nach Tel Aviv noch nicht betriebsbereit war. Die Fahrten waren zwar kostenlos, mussten aber vorher gebucht werden. Seit dem 21. Dezember 2019 verkehren die Züge durchgebunden vom Bahnhof Tel-Aviv HaHagana nach Jerusalem. Das führte im ersten Monat zu einem Anstieg der Fahrgastzahlen von 224.000 auf 395.000 (76 %).

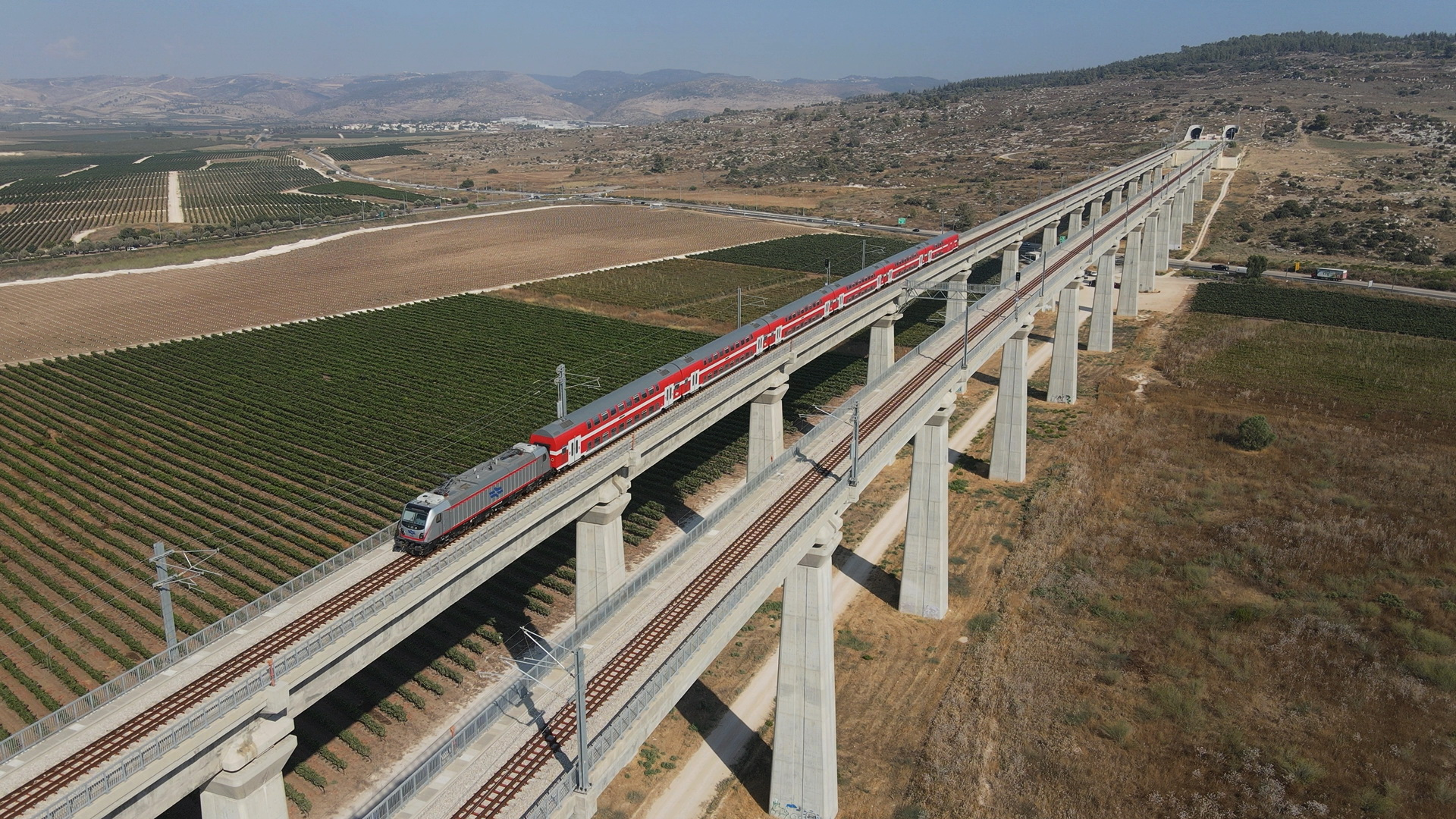
Blick 2020 gen Südost aufs Ajjalontalviadukt mit Zug

60 Zugpaare verkehren täglich zwischen Tel-Aviv HaHagana und Jerusalem Jitzchaq Navon mit einem Unterwegshalt am Flughafen. Die Züge nach Jerusalem benötigen 34 Minuten, die nach Tel Aviv 32 Minuten für die Gesamtstrecke und erreichen dabei eine Geschwindigkeit von 160 km/h.

## Planungen für die Zukunft
Am östlichen Ende der Strecke ist eine Verlängerung angedacht. 2020 gab es die Überlegung, einen neuen Endbahnhof (als Tunnelbahnhof) in der Nähe der Klagemauer zu errichten und ihn nach dem damaligen US-Präsidenten Donald Trump zu benennen. Diese Überlegungen wurden dann geändert: Der Tunnel soll um 2,8 km vom jetzigen Endbahnhof Jizchaq Navon unter der Altstadt von Jerusalem weiter vorangetrieben werden und zwei weitere Halte sollen als Tunnelbahnhöfe entstehen:
- Der erste Halt wird voraussichtlich die Bezeichnung Mt Zion erhalten und in etwa dort platziert werden, wo sich das als Baudenkmal erhaltene Empfangsgebäude des 1998 stillgelegten alten Bahnhofs von Jerusalem befindet und die Talstation der Luftseilbahn Jerusalem geplant ist.
- Der Endbahnhof soll dann unter Gusch Etzion zu liegen kommen.

Der Landesausschuss für Planung und Bau nationaler Infrastrukturen (הַוַּעֲדָה הָאַרְצִית לְתִכְנוּן וְלִבְנִיָּה שֶׁל תַּשְׁתִּיּוֹת לְּאֻמִיות HaWaʿadah haʾArzīt ləTichnūn wəliVnijjah schel Taschtijjōt Ləʾummijjōt) hat sich am 29. November 2022 dafür ausgesprochen, einen Planungsauftrag für diese Variante zu erteilen. Ein Baubeginn 2024 und die Fertigstellung 2030 ist bei Kosten von 1,4 Mrd. US$ angestrebt. Eine Frequenz von 13 Zugpaaren pro Stunde zwischen Tel Aviv und Jerusalem soll möglich werden.
Die zur Ausführung vorgesehenen Pläne von November 2022, die auf Beschlüsse von Verkehrs- und Finanzressort vom Juli 2020 zurückgehen, sehen vor, die Strecke Tel Aviv–Jerusalem bis zum Bahnhof Malcha zu verlängern, mit zwei unterirdischen Zwischenhalten, Bahnhof Jerusalem Merkaz am Rechov Jafo Ecke Rechov haNevi'im und Bahnhof Jerusalem Chan unterhalb des historischen Bahnhofs Jerusalem, womit die Jerusalemer Bahnhöfe Navon und Malcha dann Durchgangsbahnhöfe würden, und letzterer wieder in Betrieb ginge.